# Palau Mastelli del Cammello
El Palazzo Mastelli del Cammello és un palau gòtic a Venècia, Itàlia . Es troba al districte (sestiere) de Cannaregio, al Campo dei Mori i al riu Madonna dell'Orto.

## Història
L'edifici pertanyia antigament a tres germans comerciants de seda i espècies (Rioba, Sandi i Afani), que es van traslladar del Peloponès a Venècia cap al 1112 i després van adoptar el nom de Mastelli. Tradicionalment s'associen amb quatre estàtues dels tres moros i el seu criat al Campo dei Mori. La construcció inicial del palau es remunta al segle XII.

## Arquitectura
La façana del palau té tres nivells i està coberta d'estuc gris. La planta baixa té un portal d'aigua flanquejat per llanceta i finestres d'arc. A la part inferior dreta, hi ha una petita font d'estil àrab, que fins fa uns anys s'utilitzava per beure aigua mentre s'estava al vaixell o góndola. El primer pis noble té una trífora flanquejada per parells de finestres laterals. Al seu costat dret, el nivell està decorat amb un baix relleu que representa un home amb turbant que estira un camell carregat. És aquesta escultura la que dóna nom del cammello al palau. El nivell també té dues "paterae", una d'elles representa un paó real. La finestra lateral esquerra té una mica d'altar romà que serveix de gruixuda columna cantonera. El segon pis noble té una hexàfora gòtica sostinguda per un balcó sobre mènsules i flanquejada per obertures laterals d'una sola llum, també amb balconades. El balcó esquerre dona la volta a la cantonada de l'edifici. Quatrefoils, dos d'ells irregulars, decoren la part superior de l'hexàfora.
La cornisa està sostinguda per petites dents decorades amb caps d'animals. A la part mitjana de la teulada hi ha una gran finestra de traca. Les finestres, els marcs de les portes, els balcons, les mènsules, els balustres, la cornisa, els quatre llaços i el relleu del camell són de pedra d'Ístria .

## Galeria

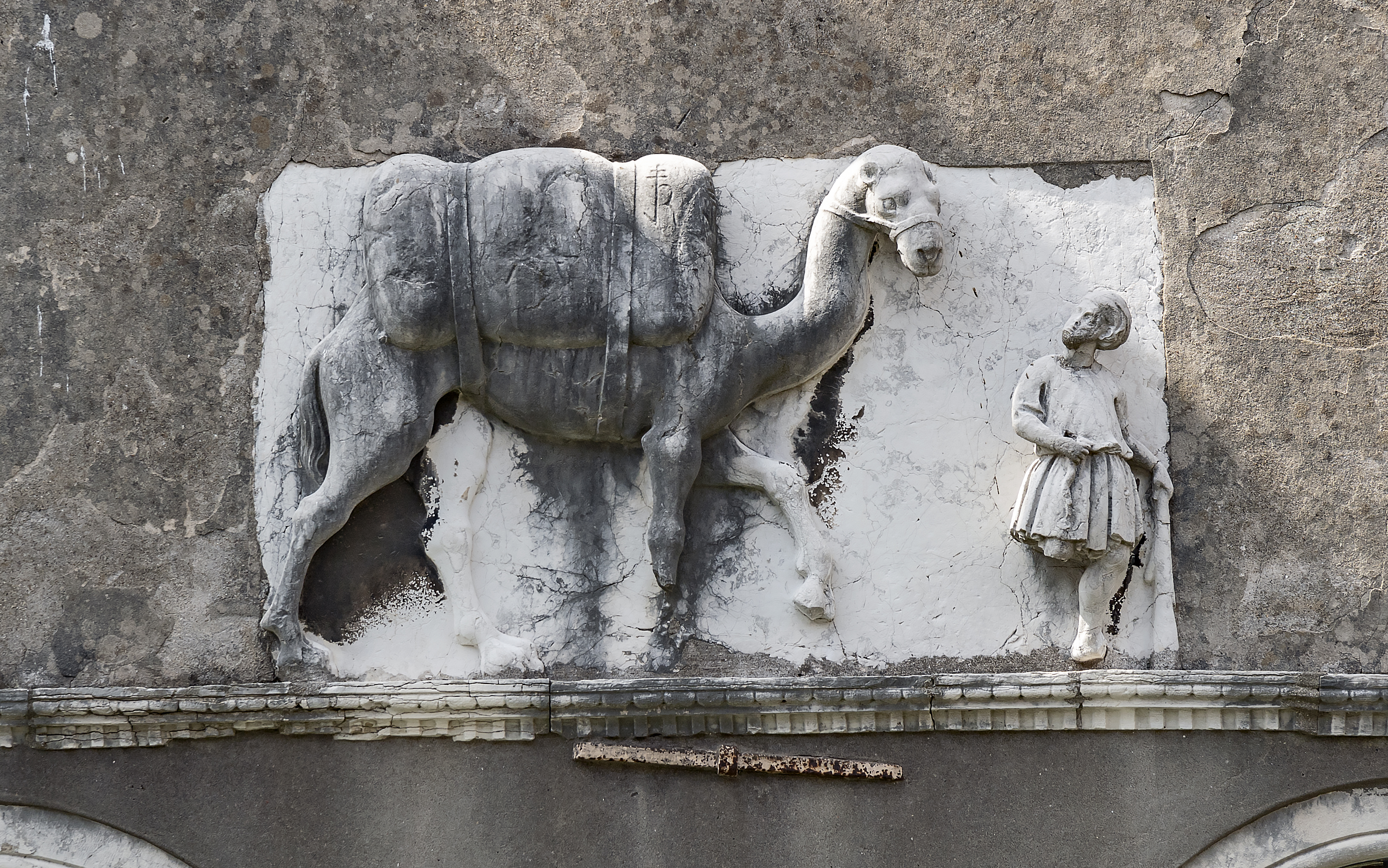
Escultura del camell que va donar nom al palau.
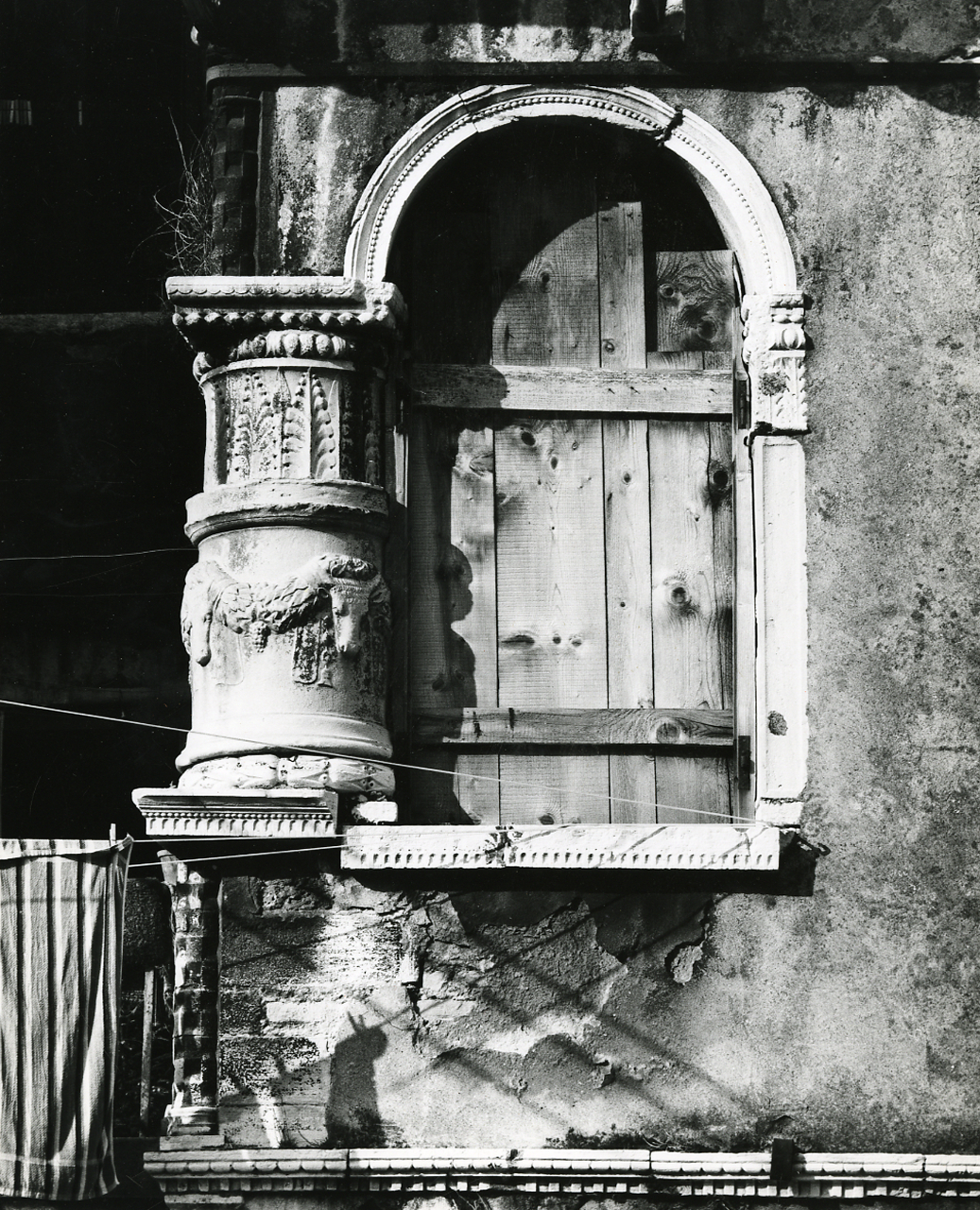
Finestra lateral del primer pis noble, foto de Paolo Monti
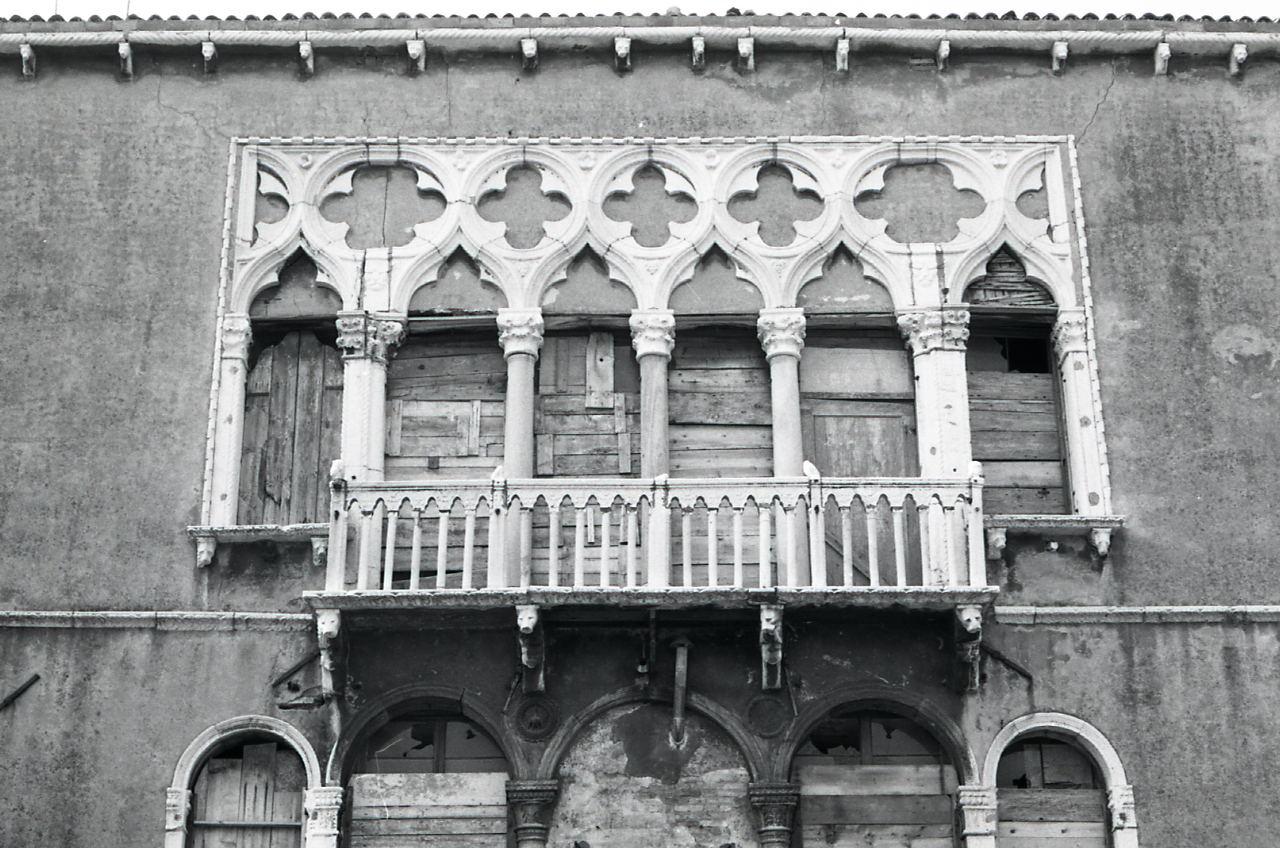
Hexàfora quatriforme a la planta superior, foto de Paolo Monti
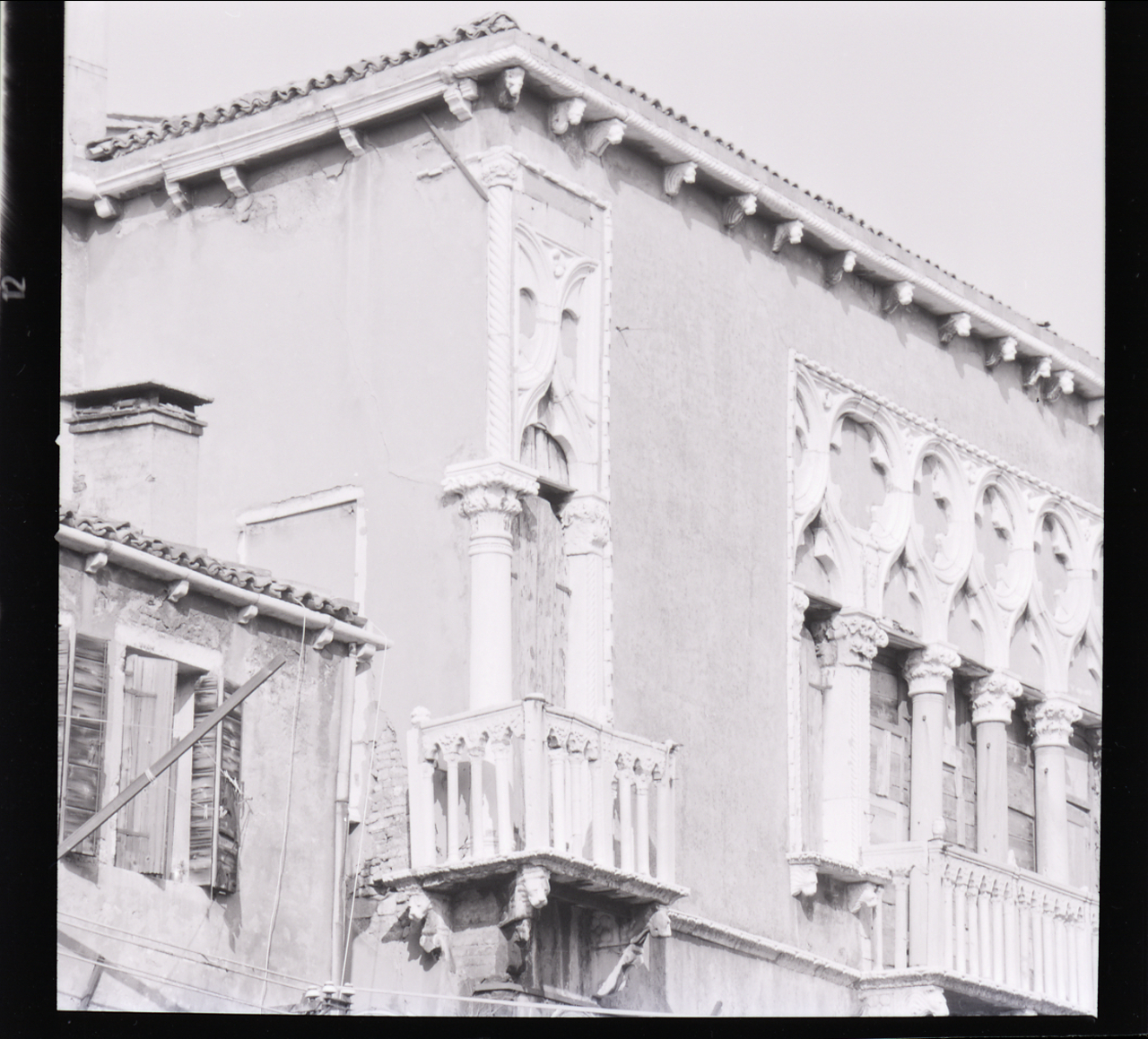
Finestra lateral, foto de Paolo Monti
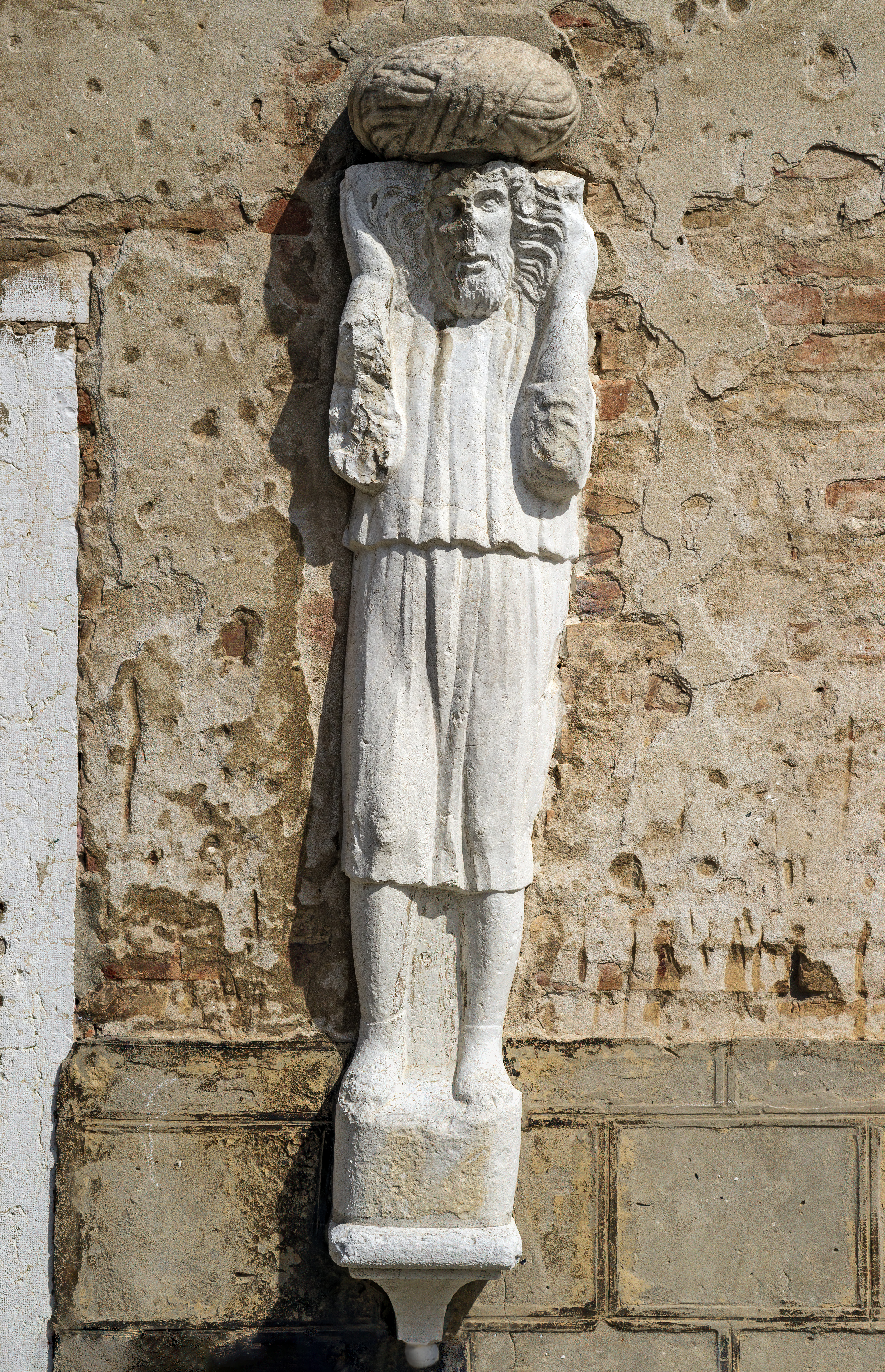
El moro amb els cabells llargs
El moro amb la bufanda
Rioba: El moro amb el nas de ferro
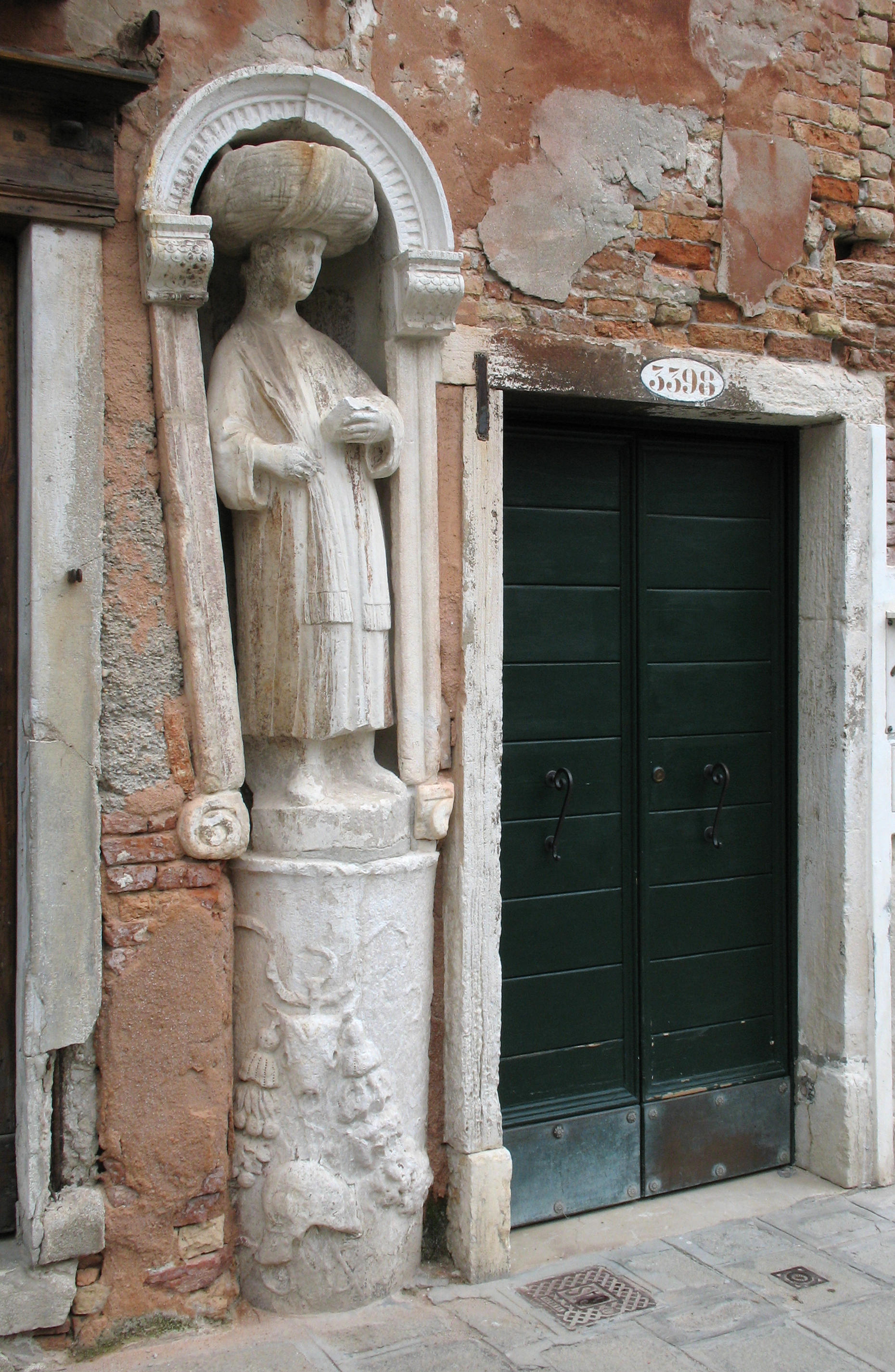
Estàtua del criat